# Епархия Саморы
Епархия Саморы (лат. Dioecesis Zamorensis, исп. Diócesis de Zamora) — католическая епархия латинского обряда, расположенная в провинции Самора, Испания.

## История
Традиция возводит основание христианской епархии в Саморе к святому Атилано (es:Atilano (santo)), жившему здесь в IX веке. В первые века реконкисты в IX—X веке Самора оказалась на переднем краю противостояния христиан и арабов и многократно переходила из рук в руки, поэтому говорить о нормальном функционировании епархии в этот период не приходится. В 988 году Самора была в очередной раз взята мусульманами, а все христиане перебиты. Позднее, однако, христиане окончательно завладели городом, который на долгое время стал форпостом на границе с землями под мусульманским контролем. За условную дату создания современной христианской епархии в Саморе принимают X век или 1000 год.
В XII веке некоторое время епархия администрировалась епископом Саламанки, но с 1122 года самостоятельность епархии была восстановлена. В этот же период началось строительство кафедрального собора. Собор был освящён в 1174 году, но строительные работы продолжались и впоследствии. Клуатр и башня собора датируются первой третью XIII века.

## Современное состояние
Епархия объединяет приходы провинции Самора (Испания) и является суффраганной по отношению к архиепархии Вальядолида. С 2006 года епархию возглавляет епископ Грегорио Мартинес Сакристан. Покровителями епархии считаются Тереза Авильская, как покровитель всей архиепархии-митрополии Вальядолида, святой Атилано, как покровитель собственно епархии, и святой Ильдефонс, как покровитель города Самора.
По данным на 2014 год епархия насчитывала 155 943 католика, 303 прихода и 162 священника.

## Ординарии
…
- - епархия упразднена (около 989—1121);

…
- Хоакин Каррилльо Майоран (26 марта 1804 — 12 февраля 1810);
  - вакантно (1810—1814);
- Педро де Ингуансо-и-Риверо (19 августа 1814 — 27 сентября 1824);
- Томас Ла Иглесиа Испана (20 декабря 1824 — 20 мая 1834);
  - вакантно (1834—1847);

…
- - вакантно (1938—1944);

…
- Грегорио Мартинес Сакрист (с 15 декабря 2006).